# Eining
Das Dorf Eining  ist ein Stadtteil von Neustadt an der Donau im Landkreis Kelheim in Niederbayern. Eining gehört zur Hallertau. 

## Lage

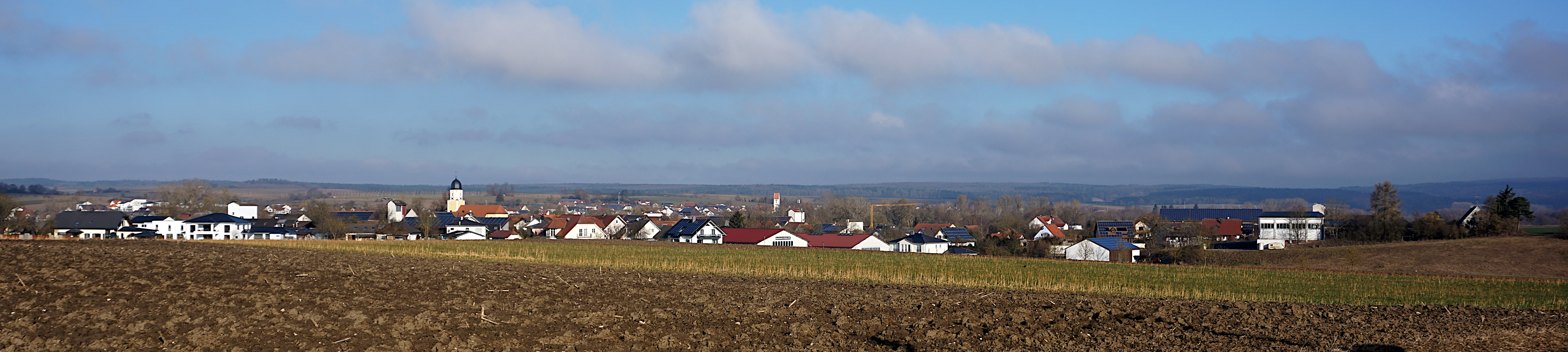
Panorama von Eining

Das Pfarrdorf liegt gegenüber dem Ort Hienheim auf einer steilen Uferkante, unterhalb derer der Fluss Abens in die fast nordwärts fließende Donau mündet. Im Bereich von Eining und Hienheim beginnt sich das vorher weite Donautal beidseitig zu verengen und die Donau sich allmählich in den Jura einzuschneiden. Der Ort wird regelmäßig von Hochwasser der Donau überflutet. Die Weltenburger Enge befindet sich etwa 5 km nordwestlich des Dorfes. Regensburg ist in östlicher Richtung ungefähr 45 km und Ingolstadt in westlicher 30 km entfernt. München liegt  95 km südlich des Ortes.

## Geschichte
In einer südöstlich des Ortes liegenden Lößgrube wurden Gefäßüberreste aus der Jüngeren Steinzeit gefunden.

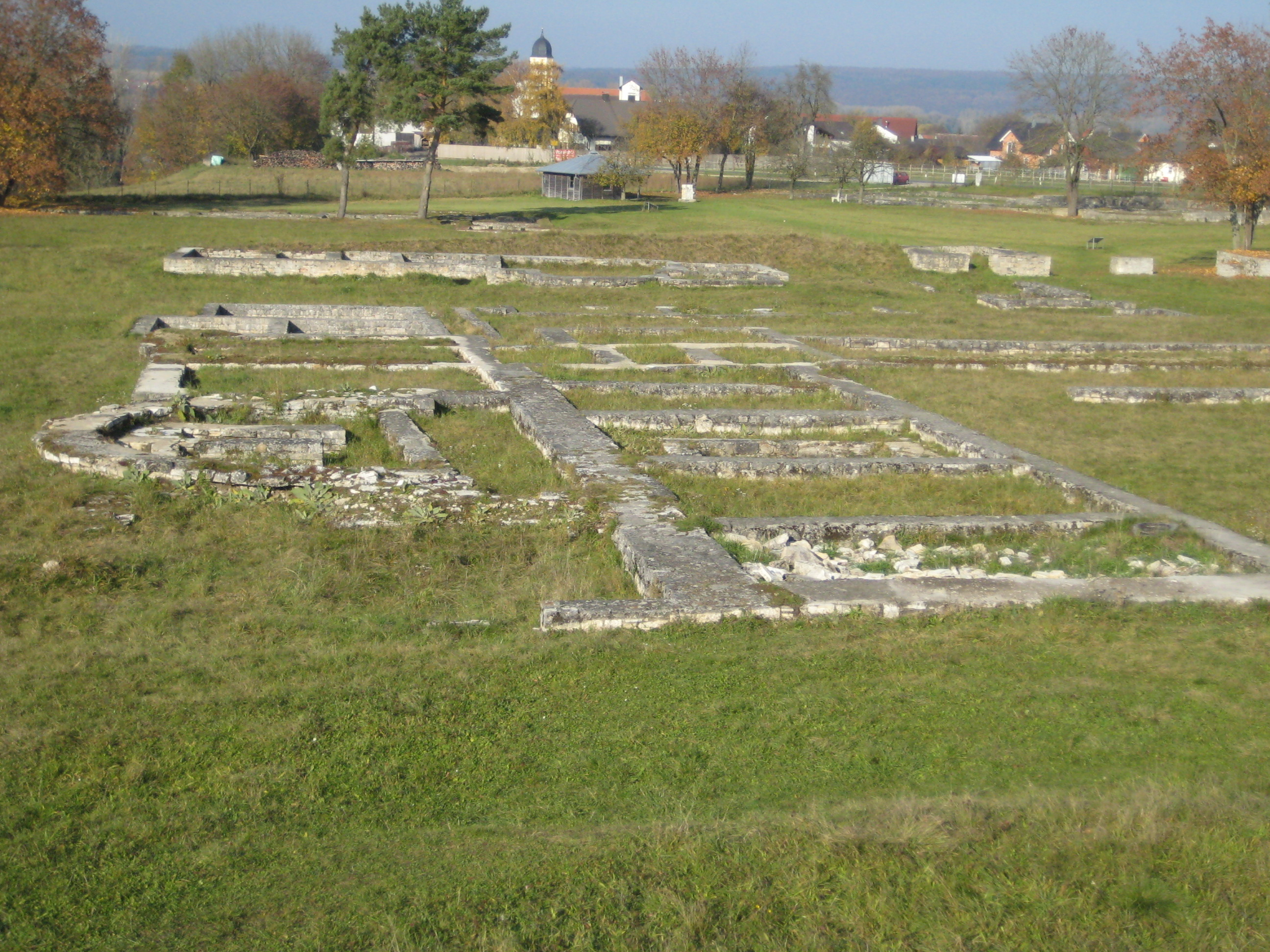
Grundmauern des Kastell Eining

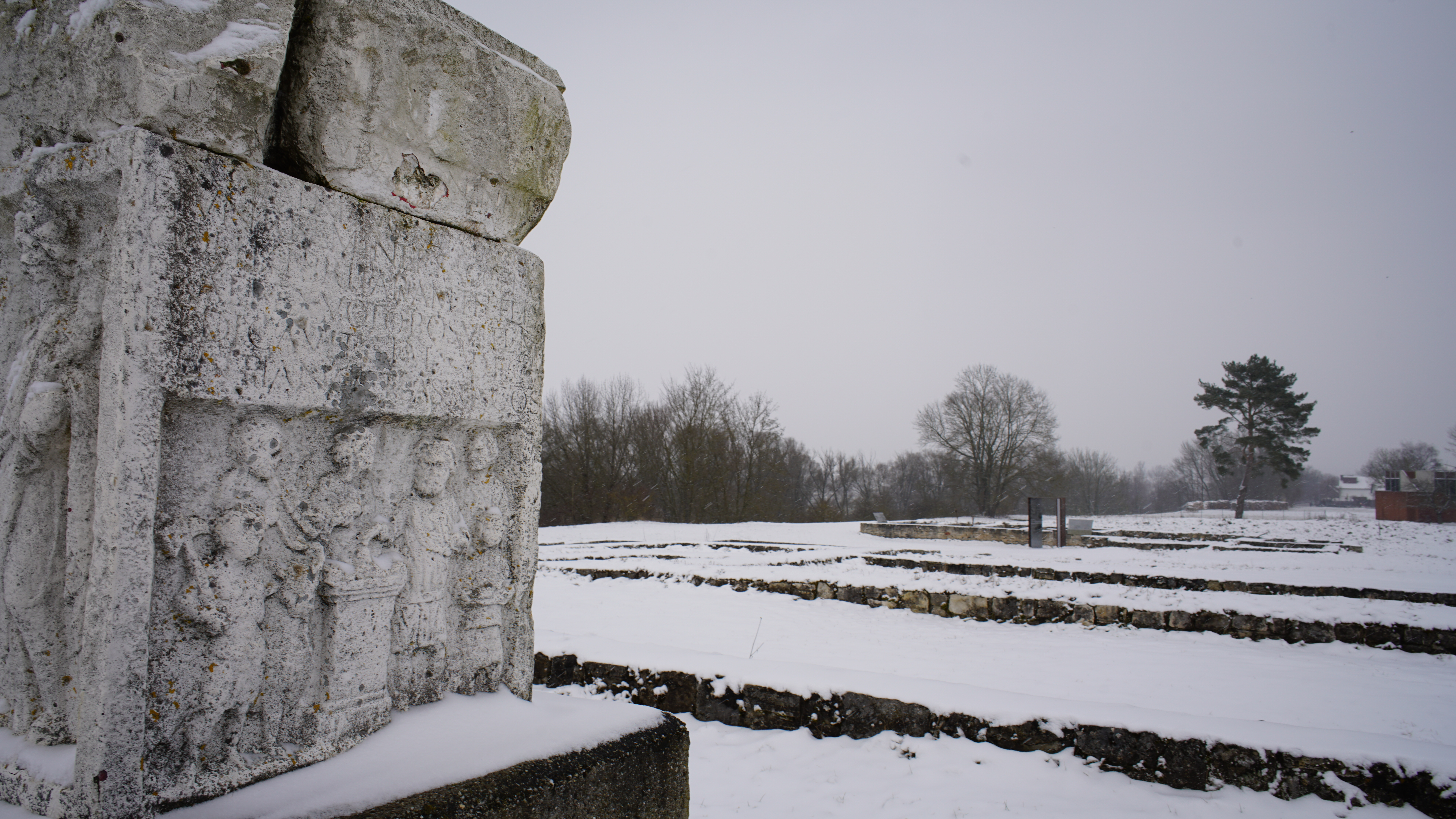
Kastell Eining im Winter

Eining war schon in römischer Zeit, von etwa 80 n. Chr. bis ins 5. Jahrhundert, besiedelt und diente sowohl als militärischer Standort wie auch als ziviler Siedlungsplatz. Der Name des Ortes lautete in antiker Zeit „Abusina“. Hiervon haben sich die Grundmauern des Kastell Eining bis in unsere Zeit erhalten. Abusina ist  Endpunkt des etwa 550 km langen Obergermanisch-Raetischen Limes, dessen Überreste sich noch heute in der örtlichen Flur abzeichnen. Der Obergermanisch-Raetische Limes ist ein Bodendenkmal und seit 2005 Weltkulturerbe der UNESCO.
Wie viele Orte im Landkreis Kelheim ist Eining ein „ing“-Ort, dessen Namensendung darauf hindeutet, dass seine frühe mittelalterliche Entstehung in der Zeit der ältesten baierischen Landnahme lag. Der Kern der Siedlung bildete sich so erst im 6. oder 7. Jahrhundert rund 500 m nördlich von Abusina, so dass dort keine Siedlungskontinuität vorliegt. 
In nachrömischer Zeit wurde Eining erstmals im Jahre 1002 als „Ouueninga“ urkundlich erwähnt. Der Name des Ortes leitet sich vermutlich von dem Eigennamen Owo, Ouwin oder Otwin ab und dürfte daher eine Siedlung des Otwin gewesen sein. Am 16. November 1002 übergab der im nahen Bad Abbach geborene Kaiser Heinrich II. seinen Hof Ouueninga dem Kollegialstift zur „Alten Kapelle“ in Regensburg.
Bereits 1270 wird die bis Fähre Eining erwähnt. 1543 machten die Eininger der Stadt Neustadt a.d.Donau Konkurrenz durch die Überfuhr von Salz und Wein. Deshalb befahl der Herzog: „... dass die Urfahr (Fähre) zu Eining jederzeit die Eimer des Weines und alles Salz an der Mautstätte zu Neustadt getreulich anzeigen und verzollen muss.“ Alle anderen Waren durften ausdrücklich „nicht zu Eining“ übergefahren werden.
Schon im 15. Jahrhundert kam Eining vom Gericht Neustadt zum neuen wittelsbachischen Landgericht Abensberg. Die Gemeinde Eining ging 1818 aus dem Steuerdistrikt Gögging hervor, der in die Gemeinden Gögging und Eining geteilt wurde. Sie gehörte zum Landgericht Abensberg, nach Einführung der Bezirksämter zum Bezirksamt Kelheim und schließlich zum Landkreis Kelheim.
Die Gemeinde Eining war 1945/1946 ein Teil der Gemeinde Sandharlanden, wurde aber auf eigenen Wunsch wiederhergestellt. Am 1. Januar 1972 verlor die Gemeinde Eining wieder ihre Selbstständigkeit und wurde in die Stadt Neustadt an der Donau eingegliedert.
Der Verwahrfund von Eining, der 1975 zufällig entdeckt wurde, gehört neben den Schatzfunden von Weißenburg und Straubing zu den bedeutendsten archäologischen Entdeckungen in Bayern und enthält Teile von römischen Paraderüstungen.

## Kirche

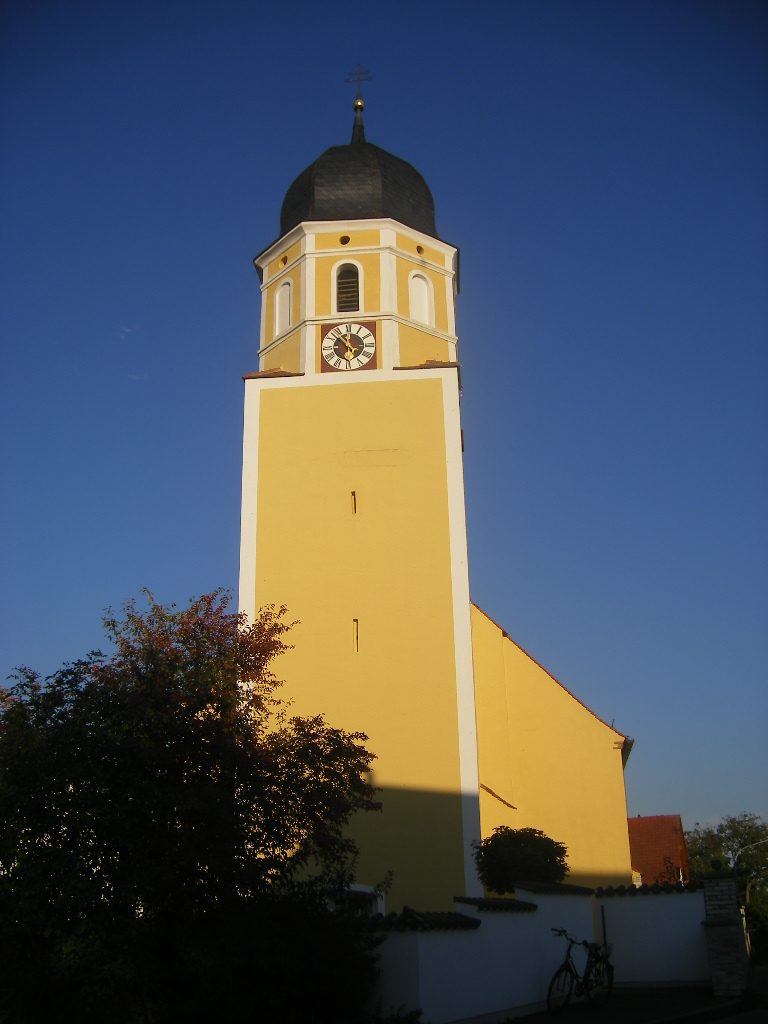
Die Filialkirche St. Sebastian

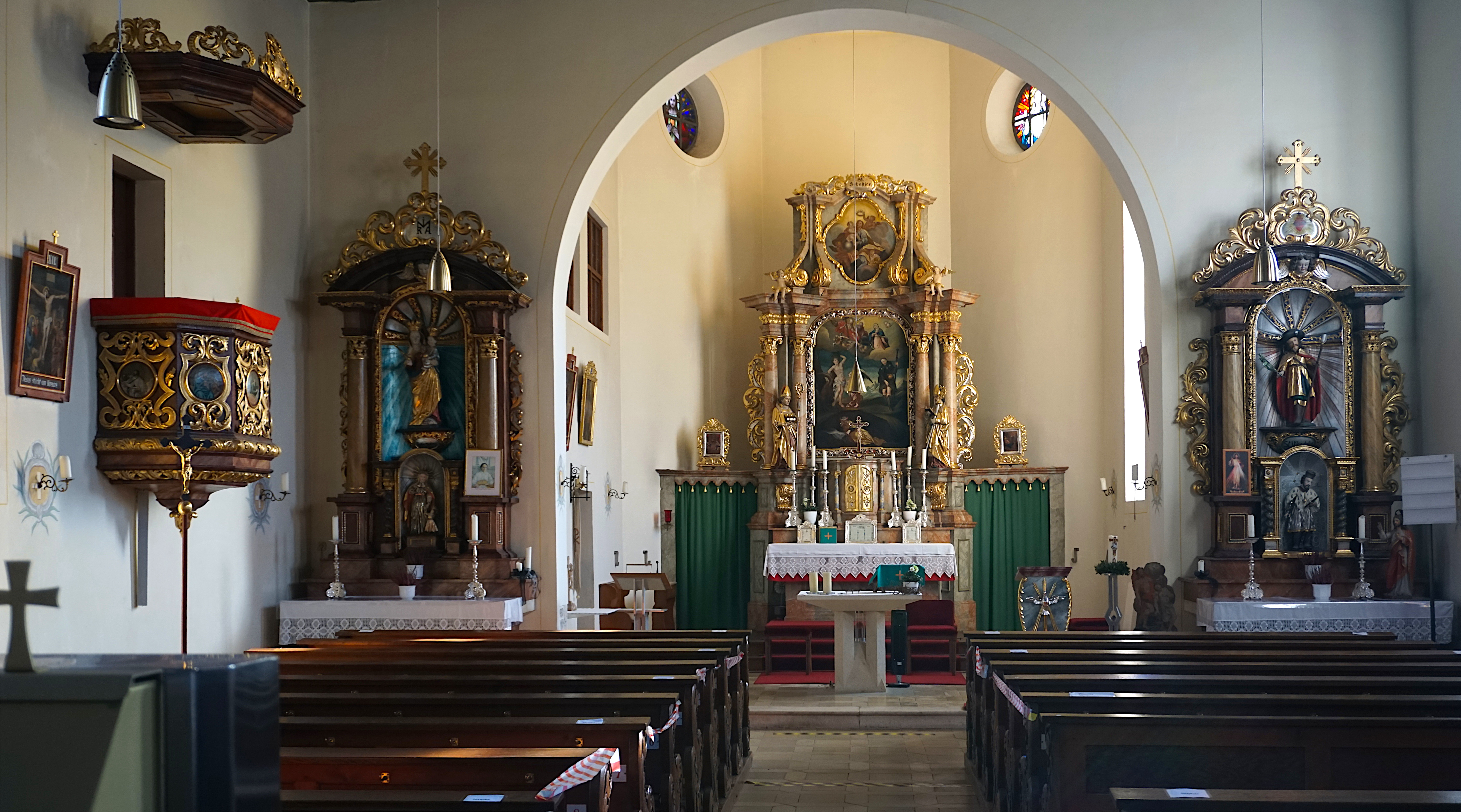
Innenraum der Pfarrkirche St. Sebastian

Die Kirche St. Sebastian stammt aus dem 11. Jahrhundert, ist romanischen Ursprungs und wurde im 18. Jahrhundert  barockisiert.  Im Jahre 1932 wurde das Schiff der Kirche wegen Baufälligkeit abgebrochen und durch einen Neubau ersetzt. Anlässlich des Neubaus der Kirche konnte festgestellt werden, dass beim Bau der Ursprungskirche ausgiebig  Steine des Römerkastells verwendet wurden. Mehrere Gedenksteine und ein römischer Altar aus dem Jahre 211 waren im Mauerwerk festzustellen.

## Infrastruktur
Das Dorf zählt 250 Einwohner und ist fast ausschließlich land- und forstwirtschaftlich geprägt. Eine bereits im 13. Jahrhundert erwähnte Donaufähre verbindet als Rollfähre den Ort mit dem gegenüberliegenden Hienheim.
Der Ort wird von vier Buslinien der Regionalbus Ostbayern GmbH bzw. der Verkehrsgemeinschaft Landkreis Kelheim in Richtung Kelheim (6018, 6034), Abensberg (6008, 6018, 6023) und Neustadt a. d. Donau (6034) bedient. An Samstagen, Sonn- und Feiertagen wird der Ort außerdem vom Freizeitbus der VLK (Linie 6029) angefahren. Damit besteht in Richtung Kelheim und Abensberg Bahnhof jeweils ein 120-Minuten-Takt. Der Audi-Werksverkehr (Linie 4 und 96) führt ebenfalls durch das Dorf.
Durch den Ort führt der Deutsche Limes-Radweg. Dieser  folgt dem Obergermanisch-Raetischen Limes über 818 km von Bad Hönningen am Rhein nach Regensburg an der Donau.
Auch die Deutsche Limes-Straße verläuft durch den Ort.
Der Limeswanderweg führt ebenfalls durch Eining.

## Kultur
Die Freiwillige Feuerwehr Eining e. V. wurde 1882 gegründet und ist bis heute ein sehr aktiver Verein, welchem ein Großteil der Bevölkerung angehört. Weitere Vereine sind der Krieger- und Kameradenverein Eining und die Frauenrunde. Seit Oktober 2010 gibt es im Ort eine Blaskapelle, deren Mitglieder weitgehend Eininger sind. Die Kapelle nennt sich „Grenzstoarucka“ und spielt bei Dorfveranstaltungen und Festen in der Umgebung. Etabliert hat sich seit einiger Zeit auch ein Kinderchor sowie der Eininger Kirchenchor, vor allem durch seine Darbietung der Waldler-Messe.
Das Kastellgelände bei Eining ist heute ein kleiner archäologischer Park. Unter dem Motto Salve Abusina findet jedes Jahr im August ein Römerfest statt, bei dem "römische Legionäre und Germanen, Handwerker, Gladiatoren, Garköche und Musiker" ihre Lager auf dem Gelände des Kastells aufschlagen.